# Cornelis Jan van Bommel
Cornelis Jan van Bommel ('s-Gravendeel, 27 maart 1900 – Dordrecht, 26 juli 1982) was een Nederlands politicus.
Hij was eerste ambtenaar ter secretarie bij de gemeente Hellevoetsluis voor hij daar in december 1938 benoemd werd tot burgemeester. Vanaf 1944 was hij daarnaast burgemeester van Nieuwenhoorn. Met ingang van mei 1945 werd hij gestaakt maar hij kon later aanblijven. In mei 1949 volgde zijn benoeming tot burgemeester van Heinenoord. In 1965 ging hij Van Bommel met pensioen en in 1982 overleed hij op 82-jarige leeftijd.